# Boy band

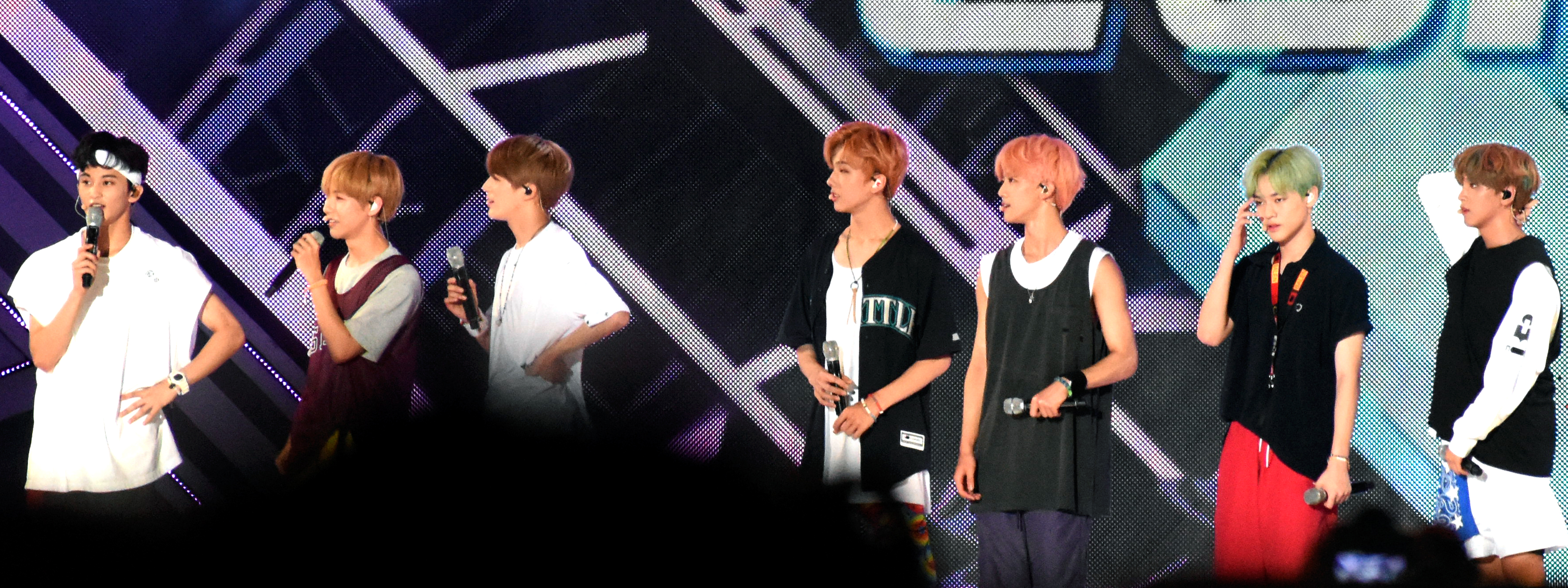
Grupo NCT Dream en Incheon Airport Sky Festival, en septiembre de 2018

Boy band o boyband (literalmente en español: «banda de chicos») es una expresión inglesa vagamente definida para referirse a un grupo vocal de cantantes masculinos jóvenes, normalmente en su adolescencia o en la veintena al momento de la formación. Al ser grupos vocales, la mayoría de las boy bands no suelen tocar instrumentos musicales, ya sea en estudio o en vivo, haciendo así a la expresión una denominación errónea. Muchas bandas juveniles también bailan, dando normalmente interpretaciones altamente coreografiadas.
Algunas bandas juveniles se forman por sí mismas o pueden ramificarse de coros de iglesia o de agrupaciones de música góspel, pero son a menudo creadas por agentes de talentos o productores discográficos que realizan audiciones. Debido a esto y generalmente a su orientación comercial hacia un público femenino de preadolescentes y adolescentes, el término es a veces ocupado con connotaciones negativas en el periodismo musical. Una boyband es similar en concepto a su contraparte femenina, girl group.
La popularidad de estos conjuntos llegó a su punto máximo en cuatro ocasiones: en la década de 1960 (con The Jackson 5 y The Osmonds), a fines de los años 1980 y principio de los años 2000 cuando grupos como New Kids on the Block (considerados los pioneros de las bandas juveniles modernas), Take That, Backstreet Boys y NSYNC, entre otros, dominaron las listas de éxitos musicales globales, a principios de la década de 2010, con la aparición de nuevas boybands como Big Time Rush y One Direction, además de grupos de K-pop como BTS, SEVENTEEN, NCT,  EXO y TXT, y a finales de la misma década con grupos pop como CNCO, y PrettyMuch.

## Historia

### Influencias tempranas
La precursora más antigua de una boyband empezó a finales del siglo XIX como cuartetos de a capela barbershop. Estos eran usualmente grupos de hombres que cantaban armonías a cuatro voces. Los cuartetos barbershop serían populares en los principios del siglo XX. Un resurgimiento de los grupos vocales masculinos tendría lugar a finales de los años 1940 y 1950 con la música doo wop. Las agrupaciones de doo wop cantaban sobre temas como el amor y otros tópicos usados en la música pop. Los trazos más cercanos a una boyband fueron a mediados de los años 1950, aunque el término como tal no era ocupado. El grupo vocal afroestadounidense The Ink Spots, sería una de las primeras a las que hoy en día se le llamaría boy band. La expresión en sí no se usaría hasta finales de los años 1980, antes de eso se les decía simplemente grupos vocales masculinos o «hep harmony singing groups» (grupos de canto de armonía).
Pese a que son generalmente descritos como un grupo de rock, el conjunto musical con mayores ventas de la historia, The Beatles, es considerado por varios especialistas como «la primera» o la boyband «original», «antes de que nadie hubiera pensado en el término».
Los Beatles inspiraría a la producción de la serie de televisión de 1966, The Monkees, de la cual saldría el grupo musical del mismo nombre. El grupo de rock y pop empezaría una carrera en la música después de que sus canciones de la serie televisiva fueran lanzadas como grabaciones exitosas.

## Ventas
De algunos de los grupos juveniles antes mencionados, se pueden estimar unas ventas aproximadas, sumando sencillos, álbumes, recopilatorios, etc.

### Ventas totales
| Backstreet Boys       | Estados Unidos | 5 → 4 → 5 | 1993-presente (30 años)              | Pop     | 9  | 150 millones |
| New Kids on the Block | Estados Unidos | 5 → 4 → 5 | 1984-1994, 2008-presente (21 años)   | Pop     | 6  | 80 millones  |
| The Osmonds           | Estados Unidos | 5         | 1958-1980 (22 años)                  | Pop     | 22 | 77 millones  |
| The Jackson 5         | Estados Unidos | 5 → 6 → 4 | 1964-1990, 2001, 2012-2013 (29 años) | Pop/R&B | 18 | 75 millones  |
| One Direction         | Reino Unido    | 5→ 4      | 2010-2016 (6 años)                   | Pop     | 5  | 70 millones  |
| The Bay City Rollers  | Reino Unido    | 5         | 1966-1981 (15 años)                  | Pop     | 16 | 70 millones  |